# Micrurus proximans
Micrurus proximans är en ormart som beskrevs av Smith och Chrapliwy 1958. Micrurus proximans ingår i släktet korallormar, och familjen giftsnokar. Inga underarter finns listade i Catalogue of Life.
Denna orm förekommer i västra Mexiko från norra Nayarit till norra Jalisco. Ett fynd längre söderut i delstaten Jalisco behöver bekräftelse. Arten lever i låglandet och i kulliga områden upp till 500 meter över havet. Den vistas i torra och fuktiga lövfällande skogar samt i skogar med taggiga växter. Micrurus proximans har liksom andra korallormar ett giftigt bett. Honor lägger ägg.
Beståndet hotas regionalt av skogsröjningar. Det finns fortfarande flera lämpliga skogar kvar. IUCN kategoriserar arten globalt som livskraftig.